# Saint-Jure
Saint-Jure település Franciaországban, Moselle megyében. Lakosainak száma 281 fő (2022. január 1.). Saint-Jure Mailly-sur-Seille, Raucourt, Louvigny, Pagny-lès-Goin, Secourt és Vigny községekkel határos.

## Népesség
A település népessége az elmúlt években az alábbi módon változott:
| Lakosok száma | 214  | 177  | 210  | 300  | 312  | 310  | 295  | 284  | 283  | 281  |
|               | 1968 | 1982 | 1990 | 2006 | 2013 | 2015 | 2017 | 2019 | 2020 | 2022 |